# 久津川站
久津川站（日语：／ Kutsukawa eki */?）是位於日本京都府城陽市平川，屬於近畿日本鐵道（近鐵）京都線的鐵路車站。車站編號為B13。

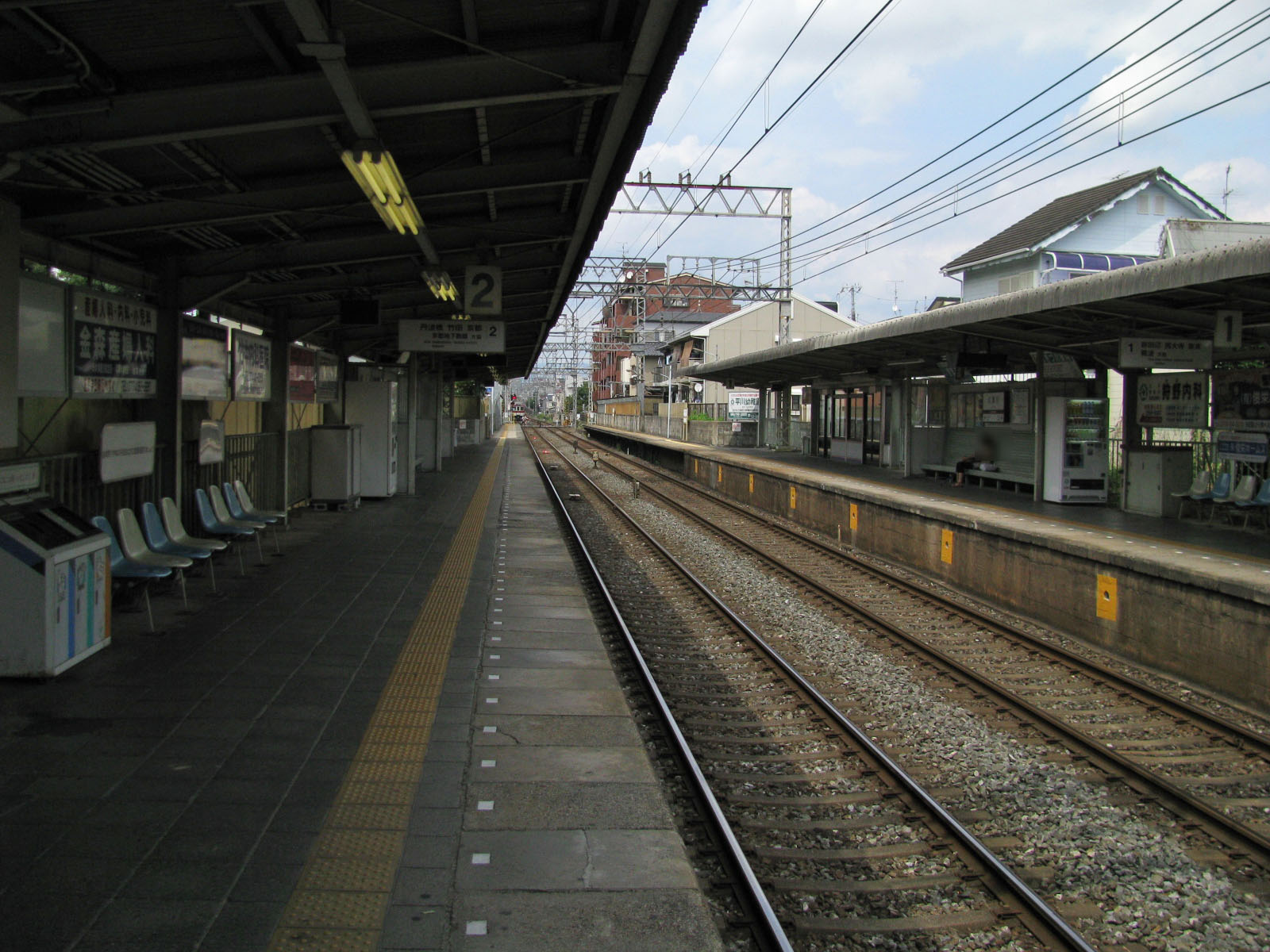
月台(2008年8月)

## 歷史
- 1928年（昭和3年）11月3日 - 奈良電氣鐵道的桃山御陵前 - 西大寺（現在的大和西大寺）間開通，本站開業[2]。
- 1963年（昭和38年）10月1日 - 由於公司合併，本站成為近畿日本鐵道京都線的車站[2]。
- 2007年（平成19年）4月1日 - 可使用「PiTaPa」乘車[3]。

## 車站構造
本站為側式月台2面2線的地面車站，月台長度可容納6節車廂。由於沒有任何通道連通兩側月台，上下行線路各自設有驗票口。此站是由大久保站管理的車站，並有站務員駐點。

### 月台配置
| 月台 | 路線   | 方向 | 目的地            |
| ---- | ------ | ---- | ----------------- |
| 1    | 京都線 | 下行 | 往 橿原神宮前     |
| 2    | 京都線 | 上行 | 往 京都、國際會館 |

## 使用狀況
近年本站1日上下車人次調査結果如下。
- 2018年11月13日：7,293人
- 2015年11月10日：7,250人
- 2012年11月13日：7,476人
- 2010年11月9日：7,714人
- 2008年11月18日：8,221人
- 2005年11月8日：8,278人

## 車站周邊
- 城陽市立久津川小學校
- 城陽平川郵局
- 城陽平川西郵局
- 芭蕉塚古墳（久津川古墳群）
- 久津川車塚古墳（久津川古墳群）
- 平川廢寺跡
- 平井神社
- 京都銀行 久津川分行
- 京都中央信用金庫 久津川分行
- 城陽市地域親睦中心
- 城陽市立老人福祉中心陽和苑

## 相鄰車站
近畿日本鐵道
 京都線
■急行
通過
■準急、■普通
大久保 （B12） － 久津川 （B13） － 寺田 （B14）